# 루스 베이더 긴즈버그
루스 베이더 긴즈버그(영어: Ruth Bader Ginsburg, 결혼 전 조안 루스 베이더, 1933년 3월 15일 ~ 2020년 9월 18일)는 미국의 법조인으로 미국의 대법관을 지냈다. 미국 대통령 빌 클린턴이 연방 대법관으로 지명할 당시 합의를 이끌어내는 중도파로 평가받았다. 보수화돼가는 연방대법원의 진보적인 축에 속했다. 샌드라 데이 오코너에 이은 사상 두 번째 여성 연방 대법관이며 첫 번째 유대인 여성 연방대법관이다. 미국 대 버지니아주, 옴스테드 대 L.C., 미국지구의벗 대 레이드로환경서비스, 뉴욕주 셰릴시 대 뉴욕주 오나이다 원주민와 같은 유명한 판결문(다수의견)을 작성하였다.
긴즈버그는 뉴욕 브루클린에서 태어났다. 언니는 그가 영유아일 때 사망했으며, 어머니는 그의 고등학교 졸업 직전 사망하였다. 코넬 대학교 학사과정을 마치고 결혼과 출산을 하였고 하버드 로스쿨의 몇 안되는 여학생이 되었다. 편입한 컬럼비아 로스쿨에서 공동 수석으로 졸업 후 그는 학계에서 일했다. 럿거스 로스쿨과 컬럼비아 로스쿨에서 재직할동안 그는 학계에서 민사소송을 가르치는 몇 안되는 여성이었다.
법조인 경력의 상당한 부분을 성평등과 여성의 권리증진에 힘쓰었으며, 미국시민자유연맹(ACLU) 변호사로서 이와 관련한 여러 연방 대법원 판결을 승소로 이끌어냈다. 1970년대 그는 ACLU의 자원봉사변호인, 이사, 법문자문위원 등으로 일했다. 1980년부터 1993년까지 미국 연방 컬럼비아 항소구 항소법원 판사로 재직하였다. 2006년 오코너 연방 대법관의 퇴임과 2009년 소토마요르 연방 대법관 임명 사이의 기간 동안 그는 유일한 여성 연방 대법관이었다. 이 기간 동안 작성한 단호한 소수의견은 법조인들과 대중의 주목을 받았으며, 2007년 레드베터 대 굿이어 사건의 소수의견으로 가장 잘 알려져 있다. 이 사건의 소수의견은 노동자가 임금차별소송에 승소하기 쉽도록 한 2009년 릴리 레드베터 임금평등법 제정에 기여한 것으로 평가받고 있다.
그의 강렬하고 진보적인 소수의견(dissents)과 퇴임거부의사로 미국 대중문화로부터 주목을 받았으며, 같은 브루클린 출신의 래퍼 노토리어스 B.I.G.에서 따온 "노토리어스 R.B.G."라는 별명도 가지고 있다. 2020년 9월 18일 87세의 나이에 전이성 췌장암으로 세상을 떠났다.

## 생애 초기
1933년 3월 15일 주안 루스 베이더(Joan Ruth Bader)는 뉴욕시 브루클린에서 셀리아 엠스터(Celia Amster)와 네이선 베이더의 둘째 딸로 태어났다. 어머니의 부모님은 폴란드 크라쿠프에서 뉴욕으로 이민을 왔으며, 아버지는 당시 러시아 제국 오데사(현재, 우크라이나 남부) 출신의 유대인 이민자였다. 그가 태어난지 14개월 만에 언니 마릴린은 수막염으로 인해 6살의 나이로 세상을 떠났다. 가족은 베이더를 마릴린이 그의 발차기를 보고 준 별명 "키키(Kiki)"로 불렀다. 그가 학교에 들어가고나서 그의 어머니는 반에 "조안(Joan)"이란 이름을 가진 학생이 여러 명인 것을 발견하고 혼란을 막기 위해 선생님께 그를 "루스(Ruth)"라고 부를 것을 권했다. 독실하진 않았지만, 그의 가족은 보수적인 유대교 회당인 미드우드 동부 유대인 센터의 일원으로 활동했으며, 그곳에서 그는 유대교 교리와 히브리어를 배웠다. 뉴욕주 체-나-와 캠프에서 열린 유대교 여름학교에 13살일 때는 "캠프 랍비"로, 18살 때는 캠프 선생님으로 참여했다.
베이더의 어머니 셀리아는 그를 자주 도서관으로 데려가는 등 그의 교육에 활발하게 참여하였다. 베이더의 모친 셀리아는 15살에 고등학교를 졸업할 정도로 우수한 학생이었지만, 부모님이 셀리아보다는 오빠를 대학교에 보내기로해 고등교육을 받지 못하였다. 그는 제임스 매디슨 고등학교를 다녔으며, 후에 본교의 법 프로그램은 그의 이름을 단 법정을 만들었다. 셀리아는 베이더가 대학 교육을 받아 고등학교 역사 교사가 되기 원했었다. 베이더가 고등학생인 동안 셀리아는 암과 싸워왔으나, 베이더의 졸업식 하루 전에 세상을 떠났다.
베이더는 알파엡실론파이클럽의 멤버로서 뉴욕주 이사카시의 코넬 대학교를 다녔다. 17살 때 같은 대학교 학생 마틴 긴즈버그를 만났다. 1954년 6월 23일 정치학을 우수한 성적으로 마쳤다. 미국 엘리트 대학생 학회인 파이베타카파의 멤버로 활동했으며, 졸업한 해엔 학회의 최상위 여성 멤버였다. 코넬대 졸업 한달후 마틴 긴즈버그와 결혼하였다. 마틴이 실요새(Fort Sill) 육군예비대의 학군사관(ROTC)으로 임관 명령을 받아, 오클라호마주로 함께 이사하였다. 베이더 긴즈버그는 사회보장국 오클라호마지부에서 일했으나, 21살 때 임신의 이유로 강등되었다. 1955년 첫 아이를 출산하였다.
1956년 가을 하버드 로스쿨에 대략 500명 중 9명의 여학생의 한 명으로 입학하였다. 그를 포함한 모든 여학생들은 로스쿨 학장이 초대한 식사 자리에 참석했는데, 그 자리에서 학장으로부터 "왜 하버드 로스쿨에 와서 남자의 자리를 차지하느냐?"라는 질문을 받았다. 배우자인 마틴이 뉴욕시에 직장을 구하자, 베이더는 하버드를 떠나 뉴욕시에 위치한 컬럼비아 로스쿨으로 편입하였다. 그는 미국의 주요 법률 학술지인 '하버드 로 리뷰'와 '컬럼비아 로 리뷰'에 오른 첫 번째 여성이 되었다. 1959년에 컬럼비아 로스쿨을 공동수석으로 졸업하였다.

## 경력 초기
법조계 경력시작부터, 긴즈버그는 직장을 찾는데 어려움을 겪었다. 1960년 연방 대법관 펠릭스 프랭크푸르터는 그가 여자라는 이유로 재판연구원으로 채용하지 않았다. 법학교수이자 후에 하버드로스쿨 학과장으로 재직한 알버트 마틴 삭스의 강력한 추천서에 불구하고 거부당한 것이다. 컬럼비아 로스쿨 교수 제랄드 건터는 미국 연방 지방법원 중 가장 영향력있다고 여겨지는 뉴욕 남부 지구 지방법원의 판사 에드문드 팔미에리에게 긴즈버그를 재판연구원으로 채용하지 않으면 앞으로 팔미에리 판사에게 컬럼비아대 학생을 추천하지 않을 거라 협박함과 동시에 그가 성공적으로 연구원직을 수행하지 못할시 다른 본교학생을 보내주기로 약속했다. 그해 말부터 2년 동안 팔미에리 판사의 재판연구원으로 일하였다.

### 법학교수
1961년부터 1963년까지 긴즈버그는 컬럼비아 로스쿨의 국제소송법프로젝트(Project on International Procedure)의 연구원, 부국장 등으로 일했다; 스웨덴어를 배워 안더스 프루젤리우스와 같이 스웨덴의 민사소송법에 관한 책을 공동지필하였다. 스웨덴의 룬드 대학교에서 지필을 위한 광범위한 연구를 하였다. 스웨덴에서의 시간은 성평등에 관한 그의 생각에 영향을 주었다. 20에서 25퍼센트의 법학생이 여성인 것과 지필을 위해 연구한 판사 중 한명이 임신 8개월임에도 일하고 있는 것과 같은 스웨덴 사회의 변화를 보고 영감을 받았다.
1963년 럿거스 대학교에서 처음으로 교수로 임용되었으나 남자 동료보다 임금을 적게 받을 것이라 통보받았다. 학계에 입문할 당시 그는 미국에 20명도 안되는 여성 법학자 중 한명이었다. 1963년부터 1972년까지 럿거스 대학교에서 주로 민사소송을 가르쳤으며, 1969년부터는 종신교수로 재직하였다.
1970년 미국에서 처음으로 여성의 권리를 독점적으로 다룬 법학술지 여성 권리 법 리포터를 공동 창간하였다. 1972년부터 1980년까지 컬럼비아 로스쿨의 첫 여성 종신교수로 재직하면서 성 차별에 관한 사상 첫 로스쿨 판례집을 공동지필하였다. 1977년부터 1978년까지 스탠퍼드 대학교 행동과학연구센터(Center for Advanced Study in the Behavioral Sciences)의 선임연구원으로 재직하였다.

### 변호사

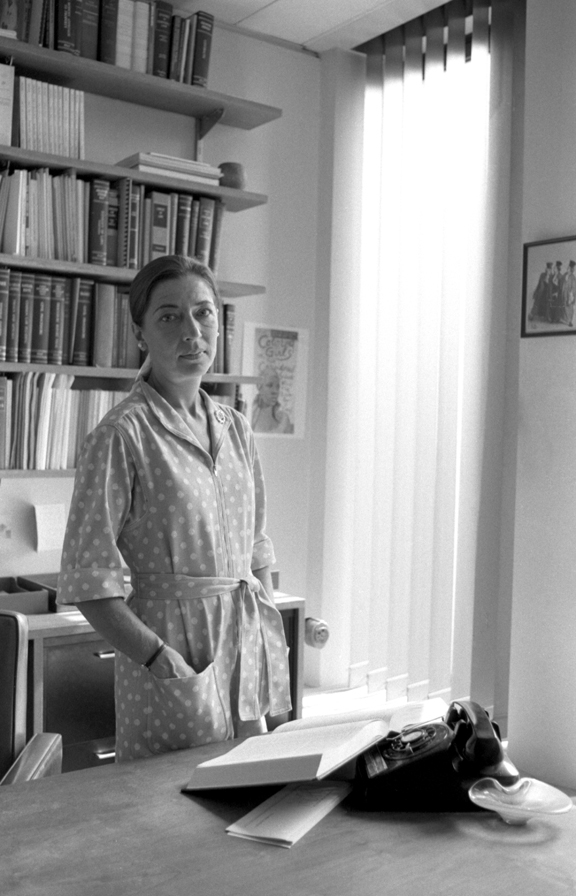
1977년 긴즈버그 (사진: Lynn Gilbert)

1972년 긴즈버그는 미국시민자유연맹(ACLU)의 여성권익프로젝트(Women's Rights Project)를 공동창립하였고, 다음해부턴 프로젝트의 법무자문위원으로 활동하였다. 창립부터 1974년까지 여성권익프로젝트나 ACLU의 다른 관련프로젝트는 300건이 넘는 성차별관련 소송에 참여하였다. 1973년부터 1976년까지 본 프로젝트의 국장으로 재임하면서 연방대법원까지간 6개의 성차별관련 소송을 이끌었으며, 그중 5개에서 승소하였다. 모든 성차별을 한꺼번에 끝내달라고 사법부에 요구하는 방법이 아닌, 성차별적인 법을 특정한 후 각각의 소송에서 승소하는 전략을 선택하였다. 긴즈버그는 소송인을 신중하게 골랐는데, 가끔은 성차별이 남녀 모두에게 악영향을 준다는 것을 보여주기 위해 남자 소송인을 골랐다. 그가 겨냥한 법들은 겉으로는 여성에게 도움이 되는 것 같았지만 실제로는 여자가 남자에게 의존해야만 한다는 인식을 강화시켰다. 그는 단어사용에도 전략적이었는데, 비서가 "성(sex)"이라는 단어가 판사들의 집중을 방해할 수 있다 조언한 뒤론 "생물학적인 성(sex, 남성, 여성)"대신 "사회적 성(gender)"사용을 선호하였다. 실력있는 변사라는 명성을 얻었으며, 법의 많은 형태의 성차별을 끝내는 데 직접적으로 기여했다.
1971년 리드 대 리드사건의 상고이유서를 작성하였고, 연방 대법원이 수정 헌법 제14조의 평등보호조항의 범위를 여성에까지 확대하도록 이끌어냈다. 1972년 모리츠 대 국세청장에서 남자란 이유로 어머니의 간병인 비용을 세금공제받지 못한 모리츠를 대변하였고, 본 조항을 근거로 연방 항소법원에서 승소하였다. 1973년 프론티에로 대 국방장관 사건은 여자 군인이 남편의 주택수당을 신청하는 것이 남자 군인이 아내의 주택수당을 신청하는 것보다 어렵게 한 법령을 다루고 있었는데, 소송인의 법정조언자로서 긴즈버그는 본 법령이 여성을 하급자로 취급한다고 주장하였다. 연방 대법원은 8대 1로 소송인의 손을 들어주었다. 1975년 보건교육복지장관 대 위센펠드 사건에서 홀어미에게는 주는 자녀돌봄특별수당을 홀아비라고 수령하지 못한 위센필드를 대변하였다. 그는 법령이 여자 생존자에게 주어지는 보호를 남자 생존자에게는 똑같이 주지 않음으로써 차별한다고 주장했고 연방 대법관 만장일치로 승소하였다.
1976년 크레그 대 오클라호마주지사사건에서 남자와 여자의 음주연령을 다르게 한 오클라호마주 법령에 이의를 제기한 소송인의 법정조언자 소견서를 작성하였고 변호인편의 구두 변론을 하였다. 연방 대법원은 심도 있는 위험심사기준격인 중간심사기준(intermediate scrutiny)를 사상 처음으로 성차별적 법에 적용하였고 본 주법이 위헌이라 판결하였다. 변호인으로서 맡은 마지막 연방 대법원 사건인 1979년 듀렌 대 미주리주에서 그는 배심원의 의무수행은 시민의 중요한 정부활동이기 때문에 여성에게만 선택적이어선 안되며, 여성에게만 배심원단 수행을 강제하지 않은 미주리주의 법의 타당성에 이의를 제기하였다. 그의 구두 변론 후미에 연방 대법관 윌리엄 렌퀴스트가 "그러면, 수전 B. 앤서니 (미국 여성 참정권 운동가)를 새 지폐에 새기는 걸로 만족하지 않을 것이냐?"라고 질문하였는데, "동전에 새기는것으로도 합의하지 않을 것이다"라고 답하는 것을 고려하였으나 질문에 답하지 않았다.
법학자들과 법조계는 긴즈버그의 업적이 헌법의 평등보호조항을 통해 상당한 여성의 법적증진에 기여를 했다고 평가한다. 그의 승소들은 입법부가 성별에 따라 다르게 취급하는 법 제정을 어렵게 하였다. 1980년 연방 사법부에 입문하기 전까지 ACLU 여성권익프로젝트에서 계속 일하였다. 2015년 타임지 100인에 선정된 그의 소개글에서 동료 연방대법관이였던 앤터닌 스캘리아는 그를 "여성권익을 대변하는 선구적이며 매우 성공한 변호인이며, 여성권익증진의 서굿 마셜(인종차별에 힘쓴 전 연방대법관)이다"라고 변호사로서의 능력을 칭찬했다. 긴즈버그의 하버드로스쿨재학시절 교수이자 학과장였고 후에 법무차관으로 재직한 얼윈 그리스윌드가 1985년 연설에서 긴즈버그를 처음으로 서굿 마셜에 비교하였다.

## 미국 연방 항소법원

1980년 지미카터 대통령과 긴즈버그

1978년 연방사법부의 밀린업무가 증가하자 의회는 종합 법관자격법을 제정하여 연방지방법원과 연방항소법원 법관의 수를 117명, 35명만큼 늘렸다. 본 법은 2년 전 대통령으로 취임한 지미카터가 중요하게 생각했던 여성과 소수자의 법관진출에 중점을 두었으며, 인사청문회에서 법관후보자의 인품과 경력을 심사하도록 강제하였다. 카터가 대통령으로 취임하자마자 긴즈버그는 커리어변화를 고려하였다. 가장 원했던 법무차관직 후보자로 법무부와 인터뷰하였으나, 같은 날 인터뷰한 흑인 후보자와 그가 그리핀 벨 법무장관한테 임명받을 리는 거의 없다고 생각하였다.
당시 스탠퍼드 대학교에서 펠로우로 재직하면서, 변호사로서 평등한 권리를 위해 일했던 업무를 되돌아보는 글을 쓰고 있었다. 긴즈버그의 배우자 마틴는 동대 로스쿨에 초빙교수로 재직하면서 유명로펌 웨일 고샬 앤 멘지스에서 근무하고 있었는데 그를 위해 로펌을 그만두고 종신교수로 근무할 마음을 먹고있었다. 당시 마틴은 긴즈버그의 법관진출에 많을 노력을 기울였다. 1979년 1월 긴즈버그는 제2 연방항소법원과 콜럼비아 항소구 법원의 법관후보자로 신청서를 작성하였다. 1980년 4월 14일 지미 카터 대통령은 그를 해롤드 레벤탈 판사의 사망으로 공석이 된 연방 컬럼비아 항소구 항소법원 판사로 지명하였다. 1980년 6월 18일 상원이 그의 임명 인준을 확정하고 청문보고서를 송부하였다.
항소법원 판사시절 자주 로버트 볼크와 앤터닌 스캘리아를 포함한 보수적인 동료 항소법원판사와 같은 입장의 판결을 하였다. 항소법원재직시절 그는 "신중한 법조인"과 중도파라는 명성을 얻었다. 그가 연방대법관으로 임명되자 데이비드 타텔이 그의 후임으로 임명되었다.

## 미국 연방 대법원

### 지명과 임명

1993년 6월 14일 빌 클린턴의 긴즈버그 연방 대법관 지명 발표

1993년 6월 14일 미국 대통령 빌 클린턴은 바이론 화이트 연방 대법관의 퇴임으로 공석이된 자리에 그를 지명하였다. 공화당 유타주 연방 상원의원 오린 해치로부터 긴즈버그를 추천을 받은 법무부장관 자넷레노가 클린턴에게 그를 연방대법관직에 추천하였다. 지명당시 긴즈버그는 중도파로 평가받았다. 보도에 의하면 클린턴은 연방 대법원 구성의 다양성 강화를 고려하고 있었고, 긴즈버그는 1969년 연방대법관 아베 포르타스의 사임이후 처음으로 임명되는 유대인이었다. 그는 사상 두 번째 여성 연방 대법관이자 첫 번째 여성 유대인 연방 대법관이다. 그는 또한 최장기간 재임한 유대인 대법관이다. 미국 변호사협회 연방사법부 상임위원회(Standing Committee on the Federal Judiciary)는 그를 연방대법관 후보자에게 주어지는 최고의 등급인 "매우 자격있는(well qualified)"로 평가하였다.
미국 상원 사법위원회에서 열린 인사청문회 증언에서 그는 연방 대법원에 관련사건이 회부되어 자신이 판결해야 될지 모른다는 이유로 사형제도와 같은 사안의 합헌성에 관한 의견을 표명하지 않았다.

배우자 마틴 긴즈버그와 대통령 클린턴이 보는 앞에서 당시 연방 대법원장 윌리엄 렌퀴스트이 진행한 긴즈버그의 연방 대법관 취임식

그러나 청문회에서 그는 잠재적으로 민감한 사안에 관한 질문에 답하였다. 예를 들면, 사생활 보호가 헌법적으로 보장된 권리이며, 성평등에 관한 자신의 법적 철학을 길게 설명하였다. 법조인으로서 이미 의견을 표한 사안들에 대해서는 솔직 담백하게 답변하였다. 1993년 8월 3일 96대 3으로 미국 상원이 임명 인준을 확정하였고, 이틀 뒤 청문보고서를 송부하였다. 1993년 8월 10일 연방 대법원 대법관으로서 선서를 하였다.

긴즈버그의 이름은 존 로버츠 현 연방 대법원장의 인사청문회에서도 등장하였다. 긴즈버그가 미국 국회의원의 특정 질문에 대답을 회피한 첫 후보자가 아니였으며, 로버츠 당시 후보자도 1981년 젊은 변호사로서 연방 대법관 후보자가 특정된 답을 주지 않을 것을 권고한 적이 있음에도 불구하고, 보수 평론가와 상원의원들은 로버츠 당시 후보자의 답변거부(방소항변)를 변호하고자 "긴즈버그 선례(Ginsburg precedent)"라는 말을 만들어 사용하였다. 2005년 9월 28일 웨이크포레스트 대학교 연설에서 긴즈버그는 로버츠가 인사청문회에서 몇몇 사건들에 대한 답변을 거부한 것을 "논의의 여지없이 옳았다(unquestionably right)"고 말하였다. 

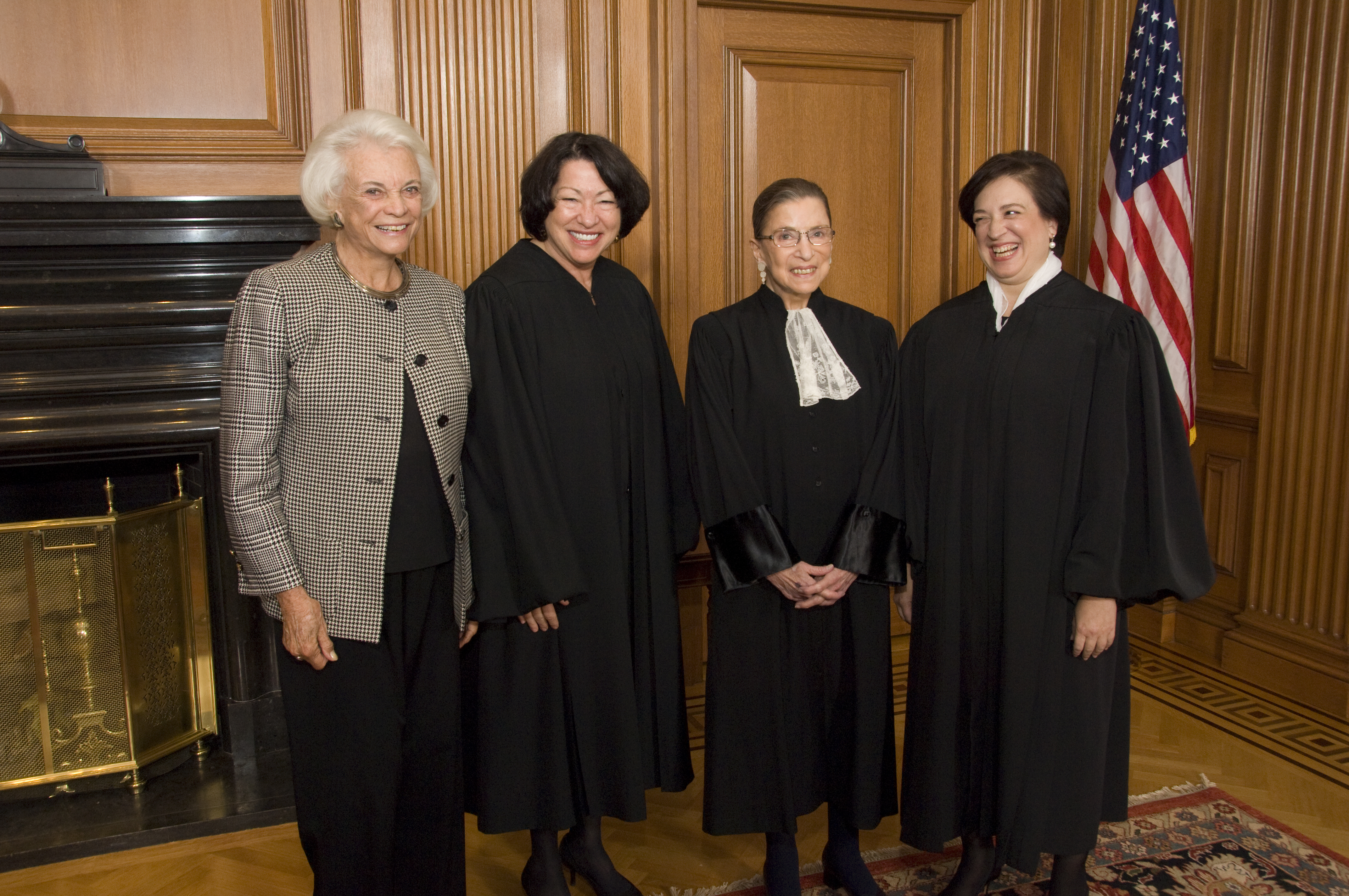
2010년 10월 1일 전 연방 대법관 샌드라 데이 오코너, 현 연방 대법관 소니아 소토마요르, 긴즈버그, 엘레나 케이건

### 연방 대법관으로서 판결
긴즈버그는 판결에 신중하게 접근하며 연방 대법관으로서의 활동을 꾸려나갔다. 연방 대법관 지명 직전에 한 연설에서 그는 "개인적으로는 헌법과 판례에 관련된 판결에는 신중한 법정신청(motion)이 대체적으로 옳아 보인다. 경험상 급하게 만들어진 법의 해석들(doctrinal limbs)은 불안정한 것으로 드러날 수도 있다"라고 말하였다. 법학자 캐스 선스테인은 자신의 비전에 헌법을 밀어붙이는 것이 아닌 판례들을 조심스럽게 쌓아올리고자 하는 법관이라는 의미에서 그를 "합리적인 미니멀리스트(rational minimalist)"이라고 묘사하였다.
2006년 샌드라 데이 오코너 연방 대법관의 퇴임으로 인해 긴즈버그는 유일한 여성 연방대법관이 되었다. 뉴욕 타임스에서 거의 30년 동안 연방 대법원을 담당해온 린다 그린하우스 기자는 2006년-2007년 기간을 "긴즈버그가 자신의 목소리를 발견하고 이용한 때"이라고 불렀다. 또한 이 기간 동안에 법관임명 후 처음으로 법정에서 자신의 소수의견들을 낭독함으로써 다수의견에 대한 자신의 강한 반대를 시사하였다.
2010년 존 폴 스티븐스 연방 대법관의 퇴임으로 연방 대법원의 "진보 성향계(liberal wing)"의 최고참이 되었다. 연방 대법관들이 보수 5대 진보 4로 갈라질 때, 긴즈버그가 진보계의 최고참으로서 소수의견을 누가 적을 것인지를 정하였다. 그는 판결문(다수의견)에 동의하지 않는 연방 대법관들이 "한 목소리"로 그리고 가능하면 단일화된 접근을 보여주는 방식으로 진보적인 소수의견을 표현하는데 앞장섰다.

1993년부터 2020년까지 연방 대법관으로 재직한동안 그는 흑인을 재판연구원으로 한 명밖에 고용하지 않았다. 그전에 13년 동안 연방항소법원 판사로 재직시에도 흑인을 재판연구원, 인턴, 비서직으로 채용한 적이 없었다. 이런 다양성 결여는 1993년 인사청문회에서도 거론되는데, 그는 "(연방 대법관 자리에) 임명된다면, 흑인 후보자 사이에 자신의 매력은 향상될 것이다(흑인 후보자들이 자신의 재판연구원, 인턴, 비서직으로 더 많이 지원할 것이란 취지)"라고 발언하였다. 긴즈버그의 재판연구원으로 일한 적이 있는 백명이 넘는 사람이 운구자로 그의 장례식에 모이면서 이 이슈가 다시 주목을 받았다. 

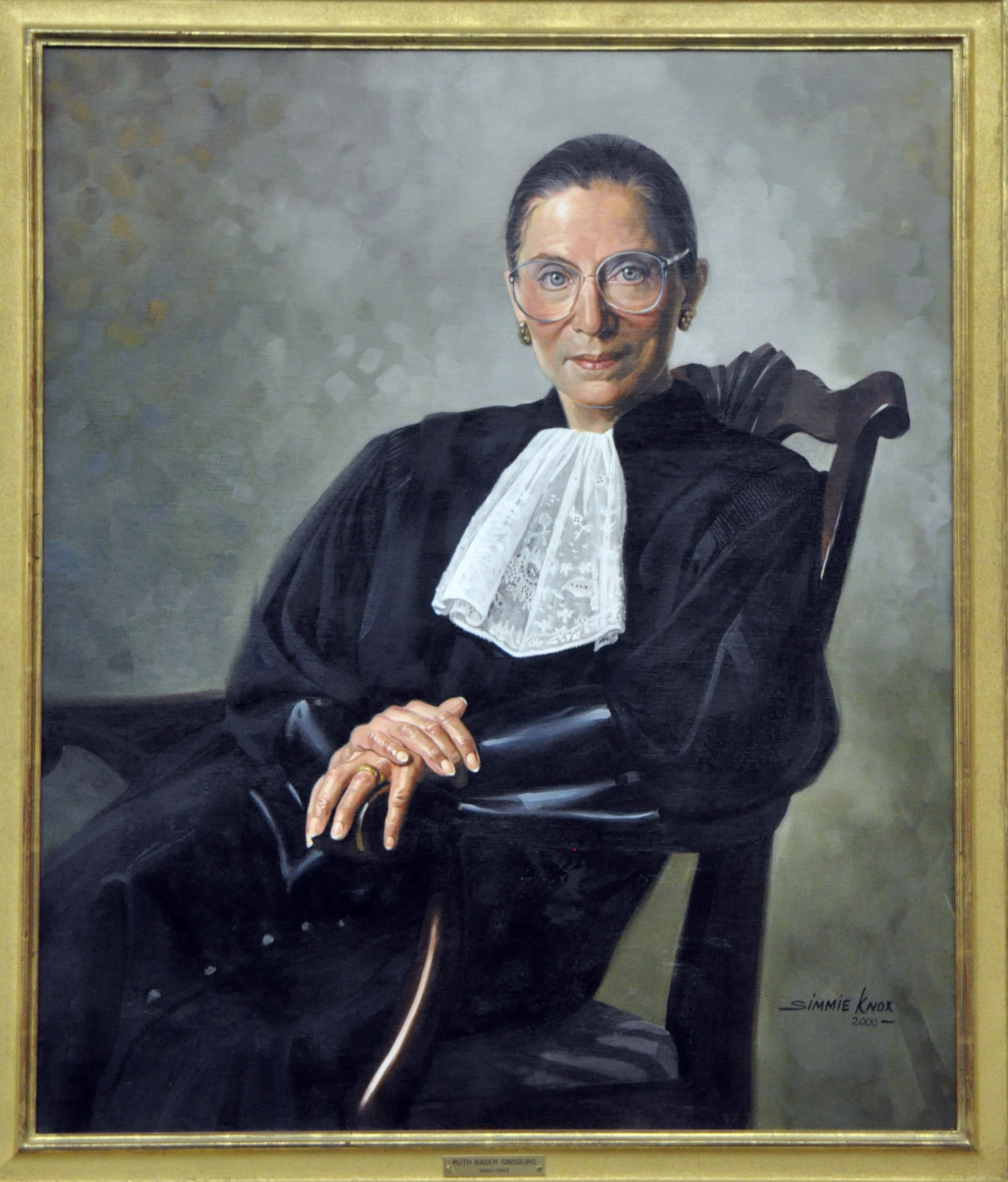
긴즈버그 초상화 (2000)

#### 성차별
1996년 미국 대 버지니아 사건의 판결문을 작성한 긴즈버그는 버지니아 종합군사학교(VMI)가 남학생만 모집하는 것이 수정 헌법 제14조의 평등조항을 위반했다고 판단하였다. 그는 VMI와 같은 공적 주체(state actor)가 성별을 이유로 본교가 제공하는 독특한 교육을 누릴 기회를 막을 수 없다고 판단하였다. 그는 정부가 성별에 근거한 분류를 할시 "매우 설득력 있는 정당성(exceedingly persuasive justification)"을 증명해야 한다고 강조하였다.
2007년 레드베터 대 굿이어 사건에서 성별에 따른 임금차별을 금지한 민권법 제7장을 근거로 릴리 레드베터씨가 그의 고용주를 소송하였는데, 긴즈버그는 이 사건의 소수의견을 작성하였다. 5대 4로 다수(연방 대법원)는 여성이 남성동료보다 임금을 적게 받는 것을 나중에 알았다 하더라도 매 급여 주기마다 각각의 시효가 발생한다고 해석하였다. 하지만 긴즈버그는 본 판결이 불합리하다고 평가했으며, 여성이 임금차별을 받고 있다는 사실을 대체로 인지하고 있지 못했기에 매 급여주기마다 여성이 (남성동료의 임금을 확인하고) 조치를 취하도록 요구하는 것은 불공평하다고 지적했다. 또한 긴즈버그는 남성주류업계의 여성이 (매 급여주기마다) 작은 급여차이로 소송하는 대신에 급여차이가 쌓이고 나서 소송하는 것을 선호할 수 있다는 점에도 주목하였다. 그가 작성한 소수의견에서 의회가 민권법 제7장을 수정하여 이 사건의 판결문(다수의견)을 무효화하도록 촉구하였다. 2008년 버락 오바마가 대통령 당선 후 처음으로 서명하는 법안한 릴리 레드베터 임금평등법은 노동자가 임금차별소송에 승소하기 쉽도록 하였고, 긴즈버그는 이 법의 제정필요를 알리는데 기여했다고 평가받았다.

#### 낙태
2009년 뉴욕 타임스와의 인터뷰에서 긴즈버그는 낙태와 성평등에 관한 자신의 의견을 이야기하였는데, "가장 기본적인 것은 정부는 여성을 대신해서 결정을 내릴 권한이 없다는 것이다"라고 말하였다. 그는 지속적으로 임신중단권(abortion right)을 지지해왔으며, 2000년 네브래스카주 법무부장관 대 카하트 사건에서 자궁 경부 개대 및 흡입술(Intact dilation and extraction)을 일절 불법화한 네브래스카주 주법을 위헌으로 판단하고 폐기한 연방 대법원의 판결에도 동참하였다. 2013년 로 대 웨이드사건 판결 40주년 기념일에 그는 이 판결로 인해 임신중단권에 호의적인 사회적 합의를 이끌어낼 수도 있었던 시민운동이 초기에 중단되었다고 비판하였다. 2007년 미국 법무부장관 대 카하트 사건에서 연방 대법원은 5대 4로 2003년 제정된 부분출산낙태금지법을 옹호하였는데, 긴즈버그는 이 사건의 소수의견을 작성하였다. 그는 부분출산낙태술이 여성에게 안전하지 않다는 의회의 판단을 그대로 따른 다수의견(판결문)을 반대하였다. 또한 의회가 그런 판단을 내린 방법과 진실성에 대해 집중적으로 그의 반대입장을 서술하였다. 2016년 홀 워먼스 헬스 대 텍사스주 보건부장관사건에서 연방대법원은 낙태시술 제공을 규제한 2013년 텍사스주 주법이 임시중절을 원하는 여성에게 과도한 부담을 준다는 이유로 본 주법의 일부분을 위헌으로 판결, 폐기 하였다. 5대 3으로 갈린 본 판결에 긴즈버그는 다수의견에 동참하였을 뿐만 아니라 판결문보다 본 주법에 더 비판적인 보충의견(concurring opinion)도 작성하였다. 보충의견에서 본 주법이 텍사스주가 주장한 여성의 건강이 아니라 그들이 낙태시술을 받는 것을 방해하는 것을 목표로 한다고 주장하였다.

#### 압수와 수색
2009년 사포드 통합 교육구 대 레딩사건의 판결문을 작성하지는 않았지만, 동료 연방 대법관에게 영향을 준 공로를 인정받았다. 연방 대법원은 학교가 여자교직원이 마약을 찾을 수 있도록 13살인 여학생에게 속옷을 벗도록 지시한 것은 도를 넘어선 것이라고 판결하였다. 이 판결전에 출판된 인터뷰에서 긴즈버그는 "그들(동료 연방대법관)은 13살 소녀가 돼본 적이 없다"면서, 몇몇 동료 연방 대법관은 13살 소녀를 알몸수색하는 것의 파장을 완전히 이해하지 못하였다고 개인적인 견해를 밝혔다. 8대 1로 연방 대법원은 학교의 수색이 도를 넘어섰으며 수정 헌법 제4조를 위반했다고 판결하였고, 학생이 학교를 소송할 수 있도록 허가하였다. 긴즈버그와 스티븐스 연방 대법관만 교직원 개인한테도 소송을 제기할 수 있다고 견해를 밝혔다.
2009년 헤링 대 미국사건에서 5대 4로 판결이 갈렸는데, 긴즈버그가 소수의견을 작성하였다. 본 사건은 헤링씨가 경찰의 컴퓨터 시스템 오류로 회수됐어야 했던 영장으로 수색을 당했는데, 이 수색에서 마약이 나오자 헤링씨가 징역 27개월을 선고받은 사건을 골자로 하고있다. 연방대법원장 로버츠가 작성한 판결문은 경찰관이 전산시스템을 업데이트하지 않아 생긴 증거를 인정할 수 있으며, 경찰의 위법행위를 막는 방법으로서의 증거배제가 사용돼야 한다고 강조하였다. 긴즈버그가 작성한 소수의견은 증거배제는 피고인의 수정 헌법 제4조 침해의 구제방안으로서 사용돼야 한다며 판결문과 대비되는 강경한 견해를 취했다. 더 나아가 증거배제는 정부가 오류로써 이익을 취하지 못하게 하는 방법으로 보아야 하며, 그렇기 때문에 사법체계의 투명성(judicial integrity)와 민권 보장을 지키기 위한 구제방안으로서 간주돼야한다 주장하였다. 그는 또한 오류에 대해 값비싼 대가를 치르게 하는 것이 경찰이 더 많은 신경을 쓰도록 장려할 것이라 주장하며, 증거배제가 오류를 막지 못할 것이라는 로버츠의 주장에 반대하였다.

#### 국제법
긴즈버그는 또한 사법부의 판결에서 외국의 법령과 규범을 이용해 미국 국내법을 형성하는 것을 지지하였다; 몇몇 보수적인 연방 대법관들은 그의 견해에 동의하지 않았다. 그는 외국법령해석을 법원이 따라야만 되는 판례로써가 아닌 설득력있는 가치와 적당한 지혜로써 이용하는 것을 지지하였다. 저명한 법학자인 존 헨리 위그모어와 미국 대통령 존 애덤스을 "국제주의자(internationalist)"라 칭하면서 국제법을 논의하는 것은 미국법에 이미 자리 잡힌 관습이라 주장하였다. 그는 변호사일 때부터 국제법을 인용해왔는데, 연방대법원에서 처음으로 대변한 1971년 리드 대 리드사건에서 그는 두 개의 독일 사건을 인용하였다. 2003년 그러터 대 미시간대총장사건에서 미시간 로스쿨의 소수자 우대 입학 정책(affirmative action admissions policy)을 옹호한 판결에 동참하였다. 본 사건의 보충의견에서 그는 이러한 우대정책이 언젠가는 끝이 날것이라는 개념은 인종차별 및 성차별해소를 위해 제정된 국제조약에서 통용되고 있다고 언급하였다.

#### 선거법과 소수자우대정책
2013년 앨라배마주 쉘비카운티 대 법무부장관 사건에서 연방대법원은 군이나 주 정부가 투표 방식을 바꾸기 전에 연방 정부의 사전 승인을 받도록 한 선거권법의 일부분을 위헌으로 판결하였다. 긴즈버그는 이런 판결에 반대하였는데, 소수의견에서 "차별적인 (투표방법)변경을 막는 데에 효과가 나왔고 또 나오고 있는 (본 법의) 사전 승인을 없애는 것은 비에 젖지 않는다는 이유로 폭풍우에 우산을 던져버리는 것과 같다"라고 적었다.
그러터 대 미시간대총장 판결문 이외에도 그라츠 대 미시간대총장 사건의 소수의견에서도 긴즈버그는 소수자 우대입학정책을 옹호하였다. 그라츠 대 미시간대총장 사건에서 연방대법원은 소수사 우대입학정책이 다양성 강화를 위해 엄격하게 설계되어 있지 않다는 이유로 본 정책을 위헌으로 판결하였다. 소수의견에서 긴즈버그는 "정부의 의사결정자는 정책이 배타적인지 포용적인지 구별할 수도 있을지라도, 오랫동안 시민권 행사를 저지당한 단체(소수자)에게 부담을 주기 위해 설계된 조치가 고착화된 차별과 그 후유증을 소멸되는 날을 앞당기기 위한 조치들로 대응되고 있지 않다"라고 주장하였다.

#### 미국 원주민 부족
1997년 원주민 부족 법원 판사 v. A-1사 사건에서 연방대법원은 만장일치로 부족소유의 원주민 보호구역 땅에 대한 부족 자체 사법권을 반대하는 판결을 내렸고, 긴즈버그가 판결문을 작성하였다. 3개 연합부족소유의 땅에 설치된 노스다코타주 소유 고속도로에서 부족 멤버가 아닌 사람이 A-1사 트럭에 치이자 피해자가 회사를 상대로 사고보상금을 부족법원에서 소송한 사건을 골자로 하고 있다. 사고가 난 고속도로는 원주민보호지역을 지나갈 수 있도록 연방정부로부터 허가받았기 때문에 거론되는 연합부족소유 땅은 그렇지 않은 땅처럼 고려된다고 설명하였다. 몬태나주 대 미국사건에서 설립된 원주민 부족이 부족과 관련있으면 부족 멤버가 아닌 사람의 행동도 규제할 수 있도록 한 규칙도 고려하였다. 트럭운전사의 회사 (A-1사)가 부족과 연관이 있긴 했지만, 피해자가 부족 멤버가 아니였고 부족과 관련도 없었기 때문에 그들의 행동을 규제할 수 없다고 (따라서 부족법원에서 사고 보상금 소송을 진행할 수 없다고) 적었다. "원주민 보호구역을 통과하는 공공 고속도로에서 부주의하게 운전하는 사람은 그 주변에 있는 사람뿐만 아니라 원주민 부족 멤버들의 안전도 위협"하지만, 부족 멤버가 아닌 사람이 "익숙치 않은 법원"에 가서 재판받는 것은 "3개연합부족의 정치적, 경제적 안정 및 건강과 복지에 중요하지 않다"라고 결론내렸다. 만장일치로 내려진 본 판결은 데이빗 겟체스와 프랭크 포머세임과 같은 원주민부족법학자들로부터 비판받았다.
2005년 뉴욕주 셰릴시 대 뉴욕주 오나이다 원주민사건에서 긴즈버그는 발견주의 원칙을 인용하며 오나이다 원주민 부족이 역사적으로 그들의 땅이었던 지역에 소유권(sovereignty)을 행사할 수 없다고 판결하였다. 발견주의 원칙은 원주민 땅을 식민정부의 소유로 만드는데 적용되왔다. 오나이다부족은 마을을 이루면서 많은 농작물을 길렀고, 멕시코만을 통해 교역도 하였다. 오나이다부족소유에서 벗어난 뒤 줄곧 문제의 땅은 "변모한 황무지"로 방치되었으며, "그지역에서 원주민이 아닌 거주자 및 문화가 오랫동안 지속"되왔고 "(오나이다부족이 아닌) 뉴욕주와 시,군이 지속적으로 관할"했기 때문이라고 긴즈버그는 설명하였다. 또한 오나이다부족이 "사법적 구제를 늦게 신청"했다며 권리행사의 태만의 원칙도 적용하였다. 긴즈버그는 또한 그 땅이 오나이다 부족 손에서 떠난 것은 "아주 오래된" 얘기라고도 덧붙였다. 하급법원은 나중에 미국원주민의 땅 소유권주장을 각하시키는데 본판결문을 인용했으며, 뉴욕주 케유카 원주민부족 대 뉴욕주지사사건 판결로 원주민의 땅 소유권관련한 모든 주장은 권리행사의 태만의 원칙으로 각하되는 판례를 세웠다. 긴즈버그는 그가 법관으로 내린 결정 중 오나이다원주민 사건의 판결을 가장 후회했다.
2005년 12월 캔자스주 세무장관 대 프레어리 밴드 파타와타미 원주민부족사건에서 긴즈버그는 원주민법에 관해 완전히 반대되는 의견을 표했다. 미 연방의회가 통과한 세법이 아닌 이상 원주민 부족에게 세금을 부과할 수 없는데 캔자스주는 파타와타미 부족에게 팔리는 기름을 포함한 모든 기름에 주유세를 부가하는 주법을 만들었다. 본 사건의 소수의견에서 긴즈버그는 본 주법이 파타와타미 부족의 자체적인 세무권한을 침해하는 것이라고 주장하였다. 2008년 플레인스 은행 대 롱페밀리앤캐틀사사건에서 연방대법원은 긴즈버그가 작성한 원주민 부족 법원 판사 v. A-1사 사건의 판결문을 판례로 인용하면서 원주민부족법원은 부족 멤버가 아닌 사람이 소유하고 있는 원주민보호구역의 땅에 대한 사법권을 행사할 수 없다고 판결하였다. 그러나 긴즈버그는 부족법원이 그런 땅에 대해서도 판결할 수 있다면서 부분적으로 본 판결에 반대하였다. 긴즈버그는 호피족 멤버이자 원주민 여성으로는 처음으로 연방사법부 판사가 된 현 미국 애리조나 지방법원 판사 다이엔 후메타와를 다음 연방대법관으로 추천하였다. 2020년 맥거트 대 오클라호마주사건에서 긴즈버그를 포함한 5명의 연방대법관은 오클라호마주 동쪽 절반이 원주민보호구역이며 이 지역의 원주민부족법원의 사법권을 인정하였다.

#### 다른이슈
1999년 옴스테드 대 L.C.사건의 판결문을 긴즈버그가 작성하였는데, 정신질환이 장애인법에서 규정하고 있는 장애에 해당된다고 판결하였다.
2000년 미국지구의벗 대 레이드로환경서비스사건의 판결문을 긴즈버그가 작성하였는데, 지역주민이 공해유발기업을 상대로 소송할 수 있다고 판결하였다.

### 연방 대법원 사건의 판결문과 소수의견
- 1996년 미국 대 버지니아주의 판결문
- 1997년 미국 대 오헤이건의 판결문
- 1999년 옴스테드 대 L.C.의 판결문
- 2000년 미국지구의벗 대 레이드로환경서비스의 판결문
- 2000년 부시 대 고어의 소수의견
- 2003년 엘드레드 대 애시크로프트의 판결문
- 2005년 엑손 모바일 회사 대 사우디 기초 산업 회사의 판결문
- 2007년 레드베터 대 굿이어의 소수의견
- 2007년 곤잘래스 대 카하트의 소수의견
- 2009년 리키 대 데스테파노의 소수의견
- 2012년 전국독립사업연맹 대 세벨리우스의 판결문
- 2014년 벌웰 대 호비 로비 스토어의 소수의견

## 연방 대법관 재직 중 다른 활동

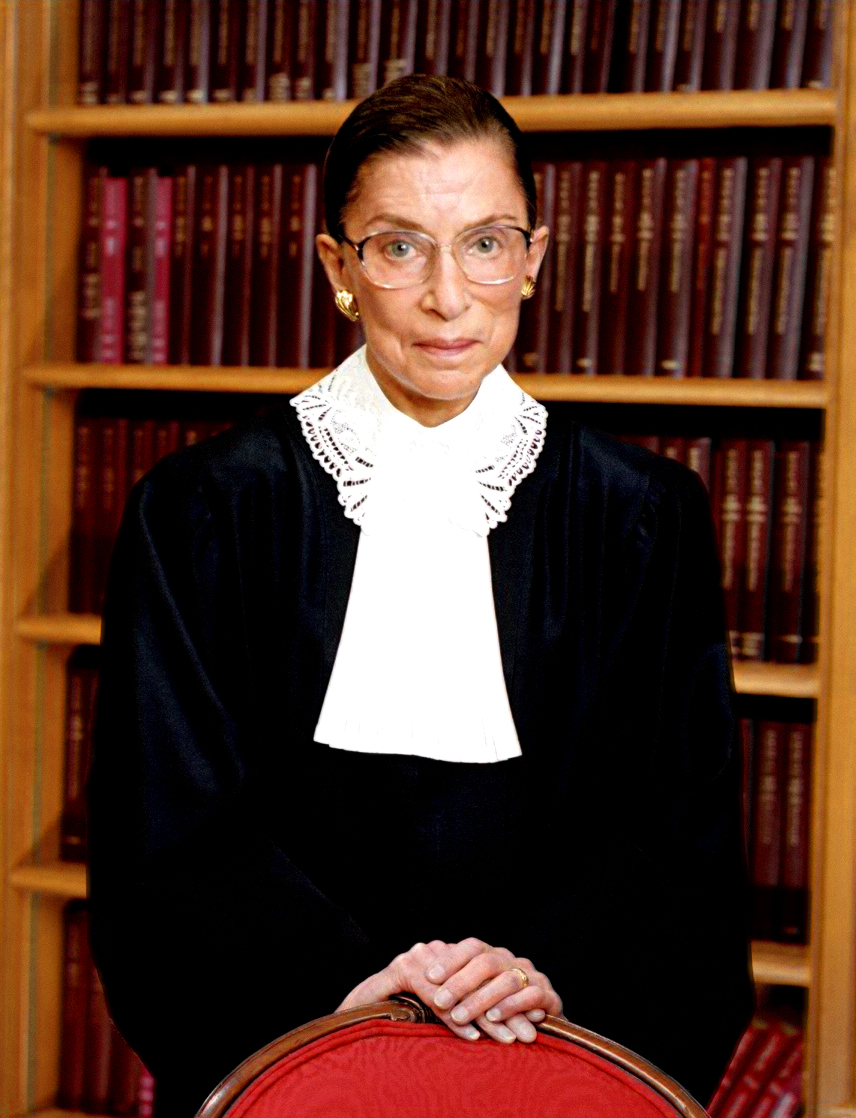
긴즈버그 사진 (2006)

앨 고어의 요청으로, 1997년 1월 20일 빌 클린턴의 재선 취임식에서 긴즈버그는 앨 고어 당시 부통령의 재선 취임 선서를 진행하였다. 그는 취임선서를 진행한 세 번째 여성이다. 2013년 8월 31일에 케네디 센터 관장 마이클 카이저와 정부 경제학자 존 로버츠의 결혼의 주례를 보았고, 이로 인해 그는 동성혼 주례를 본 첫 연방 대법관으로 여겨진다. 그해 여름에 연방 대법원은 두 개의 사건을 통해 동성혼 결혼권을 증진시켰다. 그는 동성 커플들이 동성혼 사안에 대해 판결의 변화가 없을 것이고 끝을 맺음으로 인해 자신에게 주례를 봐달라고 요청한다고 믿었다.
연방 대법원 변호사(the Supreme Court bar) 인증서에는 연도를 표시할 때 서기를 "우리 주의 해에(in the year of our Lord)"라고 명시했었으나 몇몇 전통 유대인(Orthodox Jews)이 반대하여 긴즈버그에게 이의를 제기해 달라고 부탁하였다. 긴즈버그의 이의 제기 후 변호사가 자신의 연방 대법원 변호사 인증서에 연도를 표기할 방법을 고를 수 있도록 바뀌었다.
이념적 차이에 불구하고 긴즈버그는 연방 대법관들 사이에서 앤터닌 스캘리아 전 연방 대법관을 가장 친한 동료로 여겼다. 이 둘은 자주 밥을 같이 먹었으며, 오페라도 같이 관람하였다. 토비아스 피커와 같은 작곡가와도 친하게 지냈다. 2003년 박쥐, 1994년에는 스캘리아와 함께 그리고 2009년에는 단독으로 낙소스의 아리아드네의 대사 없는 단역으로 참여하였고, 2016년 연대의 딸에서는 단역으로서 그가 작성한 대사를 읊었다.
2012년 1월에 4일 동안 이집트에서 판사, 로스쿨 교직원과 학생, 법조인을 만났다. 알 하야트 티비와의 인터뷰에서 그는 (2011년 이집트 혁명 이후 개헌논의가 진행되고있는 이집트의) 새 헌법의 첫번째 조건은 "미국의 수정 헌법 제1조와 같이 기본적인 인권을 보장"해야만 한다고 말하였다. 다른 나라의 헌법에서 본따 이집트 새 헌법을 만들어야 되는 질문에 그는 "세계 2차대전 이후 작성된 모든 헌법들"의 도움을 받아야 될 것이라고 답하였다. 자신이 이집트 새 헌법을 작성한다면, 미국의 헌법과 남아공의 헌법을 참조할 것이라고 밝혔다. 그는 1780년대 미국은 운이 좋게도 "매우 현명한" 남자들에 의해 헌법이 작성되었으나, 당시에는 여성은 이러한 과정에 직접 참여할 수 없었으며 노예제도가 남아있었다고 말했다.
2016년 7월 세번의 각각 다른 인터뷰에서 긴즈버그는 당시 공화당 대통령 후보로 사실상 확정된 도널드 트럼프를 비판하였는데, 뉴욕타임즈와 AP와의 인터뷰에서는 트럼프의 대통령 당선 가능성에 대해 생각하고 싶지 않다고 말하였다. 그는 뉴질랜드로 이사갈 수 있다고 농담까지 하였다. 그는 후에 자신의 발언이 "경솔"했다며 공화당 후보에 대해 코멘트를 남긴 것을 사과하였다.

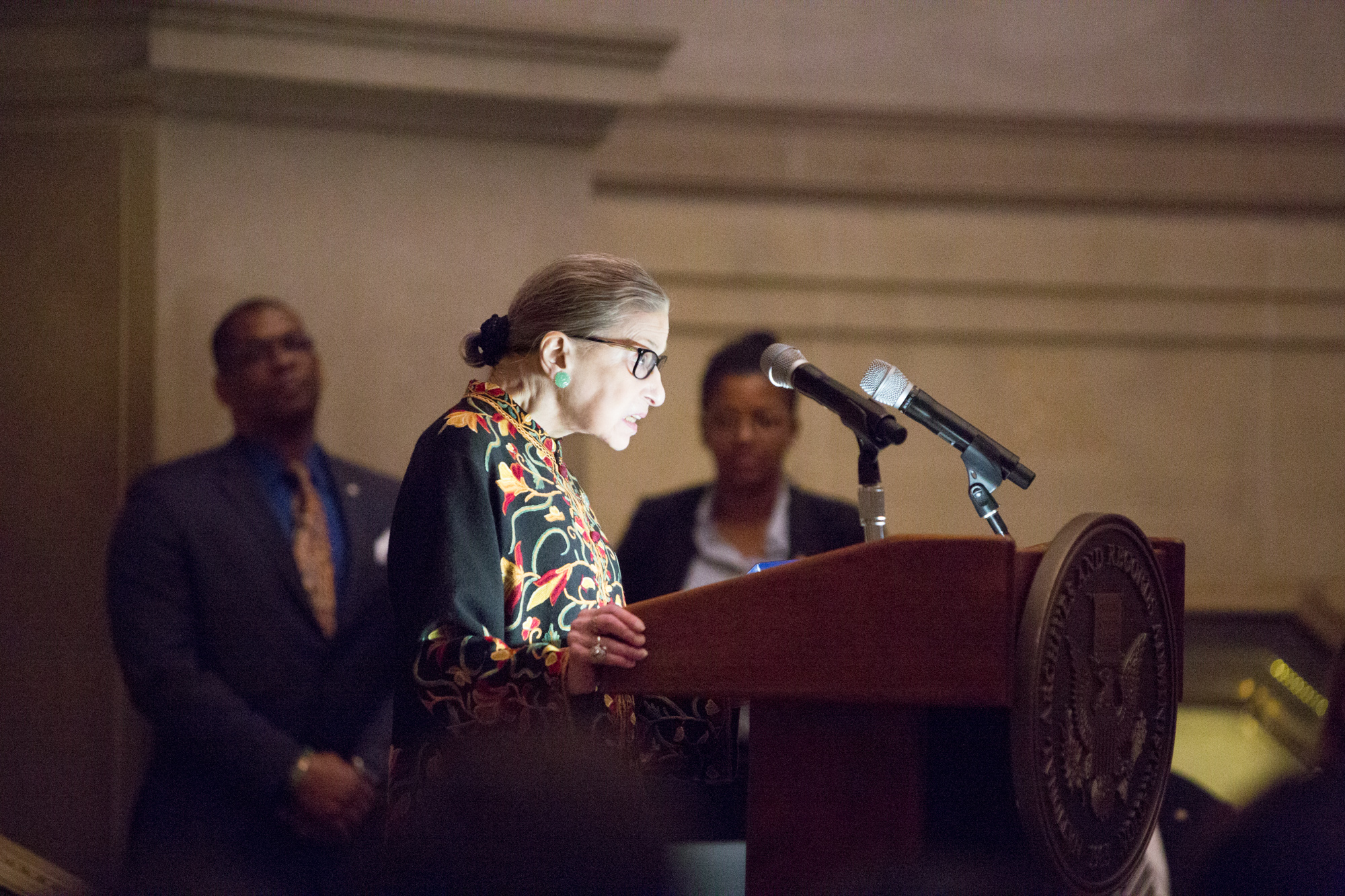
2018년 미국 국가기록원에서 열린 귀하식에 참석한 긴즈버그

그의 첫 저서인 My Own Words는 2016년 10월 4일 사이먼 & 슈스터사를 통해 출판되었다. 출판된 그주 뉴욕 타임스 베스트셀러 논픽션 하드커버 부분 12위에 등재되었다. 2016년 10월 케이티 커릭와의 인터뷰에서 자신의 책을 홍보하던 중 미식 축구선수 콜린 캐퍼닉이 경기전 국가제창 때 기립하지 않은 것에 대한 질문에 그런 시위는 "멍청한(ill advised)"짓이라고 답하였다. 그는 자신의 비판이 "부적절하게 무시하고 가혹(inappropriately dismissive and harsh)"했다며 이에 대해 사과하였으며 이 사건에 대해 자신이 잘 알고 있지 않았고 그 질문 답변을 거부했었어야 했다고 언급하였다.
2018년에 그는 여성이 자신의 성희롱 경험 공유하는데에 용기를 주는 미투 운동에 지지를 표명하였다. 그는 선댄스 영화제 청중들에게 "때가 되었다. 너무 오랫동안 여성은 자신이 아무것도 할 수 있는 게 없다고 생각하면서 침묵해왔으나, 지금은 법이 성희롱을 겪은 여성과 남성의 편이며, 이것은 좋은 것이다." 라고 말하였다. 그는 또한 코넬대학교 재학 시절 화학과 교수가 시험정답을 대가로 성관계를 요구했던 시절을 포함한 자신의 성차별과 성희롱에 대해도 얘기하였다.

## 개인 생활

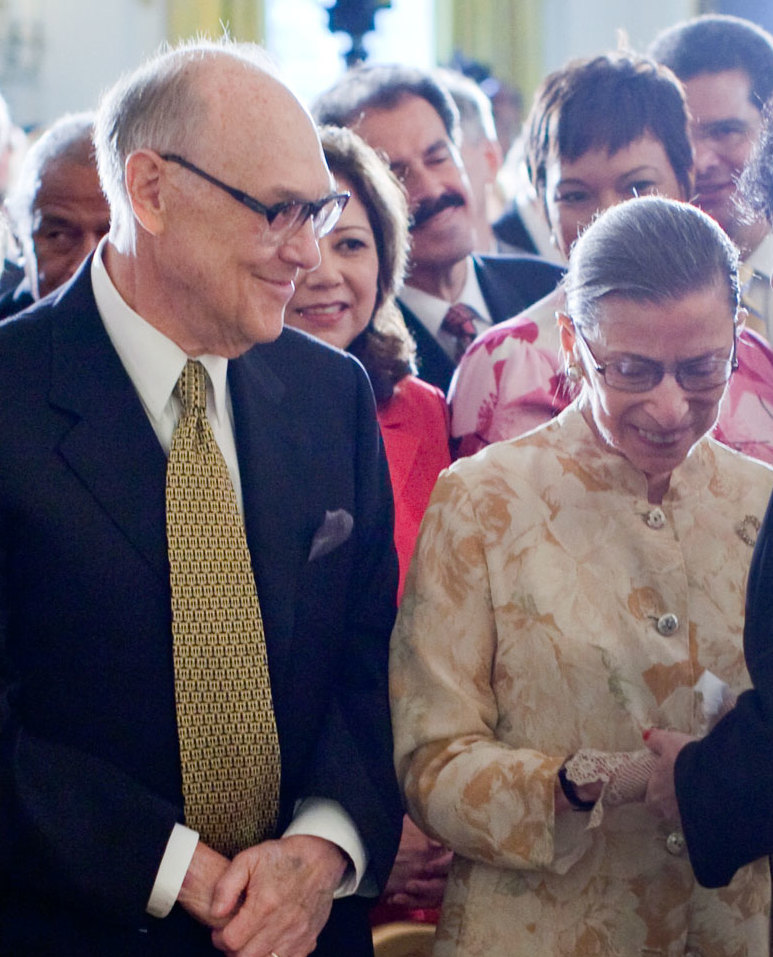
배우자 마틴과 함께 2009년 백악관에서 열린 행사에 참석한 긴즈버그

코넬대학교 졸업 후 얼마 지나지 않아 긴즈버그는 마틴 긴즈버그와 결혼하였다. 그의 배우자 마틴은 후에 국제적으로 저명한 세제 전문 변호사가 되었다. 그가 연방 컬럼비아 항소구 항소법원 판사로 임명되자, 둘은 뉴욕에서 워싱턴 D.C.로 이사했고 배우자는 워싱턴D.C.에 위치한 조지타운 로스쿨의 법학교수로 재직하였다. 딸 제인 긴즈버그는 현재 컬럼비아 로스쿨 교수로 재직중이다. 아들 제임스 긴즈버그는 시카고를 기반으로 둔 클래식 음악 음반회사인 세딜 레코드의 창립자이자 회장이다. 긴즈버그는 4명의 손주의 할머니이다.
첫 아이 출산후, 마틴은 고환암진단을 받았다. 마틴의 치료 기간 동안, 긴즈버그는 학업, 육아, 간병을 모두 하였다. 학교에서 자신과 마틴의 수업 2명분의 수업을 들으면서 노트필기를 하였고 마틴이 불러주는 말을 서류로 만들었다. 딸 제인을 돌보면서 아픈 마틴까지 간병하였다. 이 기간 동안 긴즈버그는 하버드 로 리뷰 편집부로 참여하였다. 2010년 6월 23일 그와 마틴은 결혼 56년을 축하하였다. 4일뒤 6월 27일 마틴은 전이성암으로 인한 합병증으로 세상을 떠났다. 그와 마틴은 공개적으로 그들이 맞벌이/공동육아 부부로서 소득, 집안일 육아에 같이, 비슷하게 책임을 지고 있다고 밝혔으며, 이런 내용은 마틴이 자신이 죽기전에 연설하려고 쓴 글을 긴즈버그가 마틴이 죽은 뒤 대신한 연설에서도 드러났다.
독실한 유대인은 아니였지만, 2015년 3월 긴즈버그와 랍비 로렌 홀츠블랫은 "비전을 보여준 부활절의 여성 영웅"이란 제목의 에세이를 발표하였다. 이 글에서 둘은 이 부활절 이야기에서 중요한 5명의 여성이 맡은 역할을 강조하였다. "이 여성은 자신의 세계를 뒤덮고 있는 어둠을 헤쳐 나가는 비전을 가지고 있었다. 그들은 자신들의 비전을 현실로 만들기 위해 권위에 반항할 준비가 되어 있는 행동의 여성이었다"라고 적었다. 또한 긴즈버그는 자신이 물려받은 문화(heritage)와 직업적 책임을 상기시키기 위해 집무실을 신명기 16장 20절의 "정의, 정의만을 추구하라 (Zedek, zedek, tirdof)"라는 히브리어 문구들의 그림들로 장식하였다.
긴즈버그는 세계 곳곳에서 온 레이스 자보(칼라)를 수집했다. 2014년에 상황에 따라 자보를 달리 입는다고 밝혔다. 소수의견을 낭독할 때는 금박과 보석이 달린 검은색 자보를, 판결문을 낭독할 땐 재판연구원으로부터 선물 받은 크리스탈이 달린 노랑, 크림색 자수 자보를 착용했다. 남아공 케이프타운에서 받은 흰구슬로 짠 자보를 가장 좋아한다고 밝힌 바 있다.

### 건강
긴즈버그는 5번의 암투병을 겪었는데, 처음은 1999년에 진단받은 대장암이었다. 제거수술후 항암화학요법과 방사선치료를 병행하였다. 치료 기간 동안 단 한건의 판결도 빠짐없이 참석하였다. 항암치료로 체력이 약해진 것을 깨닫고, 개인 트레이너와 운동을 하기 시작했다. 미국 육군 특전부대서 근무했던 브라이언트 존슨과 함께 일주일에 두번 연방대법관전용 체육관에서 운동을 하였다. 운동으로 체력이 회복된 것을 느꼈고 80살 생일전에는 한 번에 20개의 푸쉬업도 할 수 있었다.
첫 암 이후 10년 뒤 즈음인 2009년 2월 5일 조기에 발견된 췌장암 종양제거를 위해 또다시 수술을 받았다. 13일에 뉴욕시립병원에서 퇴원하였으며, 연방대법원이 다시 개회되는 23일부터는 예전과 같이 재직하였다. 2014년 11월 연방대법원 체육관에서 운동 중 불편을 느끼자, 우측 관상동맥에 스텐트를 삽입하는 수술을 받았다.
2018년 11월 8일 연방대법원 집무실에서 넘어져서 입원하게 되었는데, 이 덕분에 암을 발견할 수 있었다. 낙상 때문에 찍은 CT 스캔에서 폐결절이 발견된 것이다. 그 다음날 그의 조카는 그가 하루만 경과관찰입원을 하였고, 이미 연방대법관으로서 업무를 재게하고있다고 밝혔다. 12월 21일 스론케터링기념암센터에서 결절제거를 위한 좌측폐절제술을 받았다. 2019년 1월 7일 연방대법원으로 재직한 25년 넘는 기간 동안 처음으로 재판 (oral argument)에 참여하지 못하였다. 2019년 2월 15일 연방대법관 비공개회의에 참여함으로써 2018년 12월 이후로 처음으로 연방대법원에 모습을 드러냈다.
2019년 8월 연방대법원은 긴즈버그가 여름 동안 3주에 걸친 췌장종양제거를 위한 방사선치료를 받았다고 밝혔다. 2020년 1월에는 암이 없는 걸로 진단받았지만, 2월에 재발하였으며 이사실을 공개하지 않았다. 5월에 암재발로 치료를 받고있다고 밝혔으며, "(연방대법관으로서) 일을 충실히 할 수 있을 때까지는 (연방대법관으로) 재직할 것"이라고 자신의 입장을 밝혔다.

## 퇴임거부
2010년 연방대법관 존 폴 스티븐스가 퇴임하자, 당시 77세였던 긴즈버그는 연방대법원의 최고령법관이 되었다. 나이, 건강 그리고 배우자 마틴의 사망 등을 이유로 긴즈버그 또한 퇴임할 것이라는 루머가 돌았으나, 그는 퇴임을 준비하고 있지 않다고 밝혔다. 2010년 8월 인터뷰에서, 연방대법관으로서의 일이 마틴의 사망을 이겨내는데 도움을 주고있다고 밝혔다. 또한 근 23년의 연방대법관 재직 기록을 세운 루이스 브랜다이스를 본받고 싶다고 밝혔고, 2016년 4월 이 기록을 달성하였다. 근 35년 동안 연방대법관으로 재직하고 90세의 나이에 퇴임한 존 폴 스티븐스가 자신의 새로운 "롤 모델"이라고 밝히기도 했다.
버락 오바마가 대통령으로 재임한 기간 동안, 몇몇 진보성향의 변호사와 활동가는 연방상원의 다수를 민주당이 가지고 있을 때 오바마가 비슷한 성향의 새로운 연방대법관을 임명할 수 있도록 긴즈버그가 퇴임할 것을 요구하였다. 그들은 긴즈버그의 나이와 과거 건강문제를 이유로 들어 긴즈버그의 연방대법관 재직이 불안정하다고 주장하였다. 긴즈버그는 이런 요구를 거부하였으며, (연방대법관으로서) 사명을 다할 수 있을 정도로 정신적으로 명석한 동안은 퇴임하지 않을 것이라고 분명히 하였다. 몇몇은 이것이 2016년 미국 대통령 선거와 관련이 있다고 보는데, 긴즈버그가 힐러리 클린턴 당시 민주당 대통령 후보가 당선이 되어 더 진보적인 성향의 연방대법관을 임명하도록 기다린 것이라고 추측하였다. 또한, 긴즈버그는 정치적 상황 때문에 오바마가 자신과 같은 (진보적인) 연방대법관을 임명할 수 없었을 것이라 의견을 표한 적이 있다. 2020년 9월 87세의 나이로 사망하였을 때 긴즈버그는 미국 역사상 4번째로 많은 나이에 퇴임한 연방대법관이 되었다.

## 사망
2020년 9월 18일 긴즈버그는 췌장암 합병증으로 인해 87세의 나이로 세상을 떠났다. 긴즈버그는 나팔절 전날에 사망한 것인데 랍비 리차드 제이콥스에 따르면 "매우 의로운 사람은 가장 마지막까지 쓰임이 있기 때문에 해에 가장 마지막에 세상을 떠날 것"이라는 이야기가 나팔절과 관련해서 내려온다고 한다. 긴즈버그의 사망이 세상에 알려진 후 몇천명의 사람들이 연방대법원 앞으로 모여 그를 추모했다.
5일뒤 고인이 된 긴즈버그를 제외한 나머지 8명의 연방대법관과 긴즈버그의 가족은 연방대법원 대강당서 비공개 장례식을 치렀다. 장례가 끝난 후 그의 관은 바깥으로 옮겨져 대중이 그를 추모할 수 있도록 하였다. 이틀 동안 몇천명의 사람이 줄을 지어 추모했다. 이후 그의 관은 미국 국회의사당으로 옮겨지게 되면서 그는 이곳에 묻힌 첫 여성이자 첫 유대인이 되었다.
그는 2020년 미국 대통령 선거가 6주 정도 남지 않은 때에 세상을 떠났는데, 그의 후임 임명건은 많은 논란을 제기했다. 2016년 미국 대통령 선거를 약 8개월 앞둔 2016년 3월 오바마가 연방대법원 공석에 메릭 갈런드를 지명하였지만, 당시 상원의 다수를 가지고 있던 공화당이 대선을 이유로 반대해 인사청문회조차 열리지 못하였다. 그가 죽기 며칠 전 그는 의사와 다른 사람이 듣는 앞에서 손녀 클라라에게 "나의 가장 열망하는 바램은 새 대통령이 당선될 때까지 교체되지 않는 것(후임이 임명이 되지 않는 것)이다"라고 말하였다. 그의 사망소식이 공개된지 몇시간 만에 2천만 달러가 넘는 돈이 온라인 후원 결제시스템인 엑트블루를 통해 (2020년 총선을 앞두고 있는) 민주당 정치인들한테 보내졌으며, 이는 기존의 기록의 5배보다 더 많은 후원금이다. 또한 24시간 만에 총 8천만 달러 정도의 후원금이 엑트블루를 통해 전송되었다.

## 명예
2002년 긴즈버그는 전미여성 명예의 전당에 올랐다. 또한 포브스선정 2009년 세계에서 사장 영향력있는 여성 100인, 글래머 2012년 올해의 여성, 2015년 타임지 세계에서 가장 영향력있는 100인에도 선정되었다. 2009년 윌라멧 대학교, 2010년 프린스턴 대학교, 2011년 하버드 대학교에서 명예법학박사학위를 받기도 하였다.
2009년 미국 법률의견작문협회(Scribes – The American Society of Legal Writers)로부터 평생공로상을 받았다.
2013년 미국 국립 초상화 미술관에 연방대법관으로 재직한 적이 있는 4명의 여성 (긴즈버그, 샌드라 데이 오코너, 소니아 소토마요르, 엘레나 케이건)을 담은 그림이 전시되었다.
2016년 클리블랜드 자연사 박물관의 연구관은 사마귀목 새로운 종을 발견하였는데, 긴즈버그가 대중에게 잘 알려져 있는 자보(칼라)가 이종의 모습과 닮았다하여 이름을 Ilomantis ginsburgae라고 지었다. 이종은 수컷이 아닌 암컷의 생식기 연구를 바탕하여 새로운 종으로 밝혀졌다. 연구관은 성평등을 위해 싸워온 긴즈버그를 기념하기 위해 그의 이름을 빌렸다고 전했다.
2019년 백만달러 상금과 함께 벌그루엔상을 받았다. 본 상은 2016년에 "빠르게 변화하는 세상에 인간의 자기이해와 증진에 크게 기여한 아이디어를 가진 사람을" 표창하기 위해 제정되었는데, 전임자들은 모두 철학과학계종사자였다. 2019년 긴즈버그는 "전생에 걸쳐 인권과 성평등을 위해 헌신한 선구자"라는 공로는 인정받아 본 상을 받았다. 그는 백만달러 상금 전체를 말랄라 펀드, Hand in Hand: Center for Jewish-Arab Education in Israel, American Bar Foundation, 스론케터링기념암센터, 워싱턴콘서트오페라와 같은 비영리 자선단체에 기증했다. 긴즈버그는 이외에도 많은 상을 받았는데, 2020년 한해에만 린든 B. 존슨대통령기념재단도서관 모두를 위한 자유와 정의상, 세계법학자협회 (World Jurist Association) 세계 평화와 자유상, 다이앤 본 퍼스텐버그재단 평생공로상, 국립헌법센터 필라델피아 자유의 메달 등을 수상하였다.
2019년 로스앤젤레스 스커볼문화센터 "노토리어스 RBG: 루스베이더긴즈버그의 삶과 시간"이란 제목으로 그의 삶과 커리어에 중점을 둔 대규모 전시회를 열었다.

## 어록
- "아이를 낳을지 여부는 여성의 삶의 방식, 행복과 존엄에 관한 핵심적인 결정이다. 이는 여성이 자신을 위해서 결정할 문제이다. 그 결정을 정부가 여성 대신한다면 이는 여성을 스스로 선택에 책임을 질 수 있는 성인으로 취급하지 않는다는 의미일 뿐이다"(1993년 대법관 지명 의회 청문회에서)[7]
- "(정원이 9명인) 연방대법원 대법관 중 몇명이 여성이라면 만족하겠느냐는 질문을 받을 때가 있습니다. 내 대답은 늘 같습니다. '9명'입니다.(2015년 조지타운대 강연에서)[8]

## 같이 보기
- 빌 클린턴